# 高山小雷氏鯰
高山小雷氏鯰（學名：Rhamdella montana），為輻鰭魚綱鯰形目鼬鯰科的其中一種，為熱帶淡水魚，分布於南美洲秘魯烏卡亞利河流域，體長可達3.7公分，棲息在底層水域，生活習性不明。

## 扩展阅读
維基物種上的相關：高山小雷氏鯰